# Rio Água Funda
O Rio Água Funda é um curso de água do arquipélago de São Tomé e Príncipe, localizado no distrito de Cantagalo, ilha de São Tomé. Este curso de água corre para Oeste até encontrar o Rio Água Lete de que é afluente. 